# Prata do Piauí
Prata do Piauí är en kommun i Brasilien.   Den ligger i delstaten Piauí, i den östra delen av landet, 1 300 km nordost om huvudstaden Brasília. Antalet invånare är 3 085.
Omgivningarna runt Prata do Piauí är huvudsakligen savann. Runt Prata do Piauí är det glesbefolkat, med 15 invånare per kvadratkilometer.